# Phytomyza dryas
Phytomyza dryas este o specie de muște din genul Phytomyza, familia Agromyzidae, descrisă de Erich Martin Hering în anul 1937.
Este endemică în Polonia. Conform Catalogue of Life specia Phytomyza dryas nu are subspecii cunoscute.